# 호남오페라단
호남오페라단은 종합예술인 오페라를 중심으로 음악활동을 통하여 민족문화 창달과 건전한 지방문화 발전에 기여할 목적으로 1986년 2월 29일 설립된 대한민국 문화체육관광부 소관의 사단법인이다. 사무실은 전라북도 전주시 덕진구 서노송동 568-134 (우: 561-090)에 있다.

## 주요 사업
- 정기적인 오페라 공연
- 각종 연주회 개최
- 유능한 신인의 발굴과 육성지원사업
- 음악예술을 통한 청소년 선도를 위한 순회연주회 개최 등